# P丸様。
P丸様。（ぴーまるさま、9月30日 - ）は、YouTubeやTikTokなどの動画投稿サイトで活動をしているマルチエンターテイナー。主にオリジナルキャラクターにアフレコをする短編アニメ動画を投稿している。

## 略歴
- 2015年、動画投稿開始[9]。
スマホアプリで動画を作成[9]。パラパラ漫画をアニメーションのように見せ、絵に声を当てていた[9]。
- 2017年、パソコンを入手し、動画編集ソフトで動画を作成[10]。バーチャルYouTuber・輝夜月としての活動を開始した[11]。
仕事以外の時間は全て動画を作成した[10]。
- 2019年、すとぷりのファンブック『すとろべりーめもりー』で漫画家デビュー[12][8]。
- 2020年、テレビアニメ「妖怪学園Y 〜Nとの遭遇〜」に声優として出演（来星ナユ[13]・天見エルナ[14]・エルゼメキア役[15]）。
- 2020年9月30日、初の実店舗の公式ショップが池袋サンシャインシティにオープン[16]。同日にオフィシャルファンブック『ぴーまるぶっく!。』を発売[17]。
- 2020年11月1日、オリジナル曲「ガチやべぇじゃん feat.ななもり。」のMVを公開[18]。
- 2021年3月17日、ななもり。プロデュースによる初アルバム『Sunny!!』を発売[19]。
- 2021年春から夏ごろ、『Sunny!!』収録の楽曲「シル・ヴ・プレジデント」や「メンタルチェンソー」がインターネット・ミーム化[8][20][21]。
- 2021年9月30日、初となる3Dモデルお披露目ライブを公式YouTubeチャンネルにて開催[22]。同日、公式ファンブック『ぴーまる。Diary!!』を発売[23]。
- 2021年12月11日と12日の2日間に両国国技館でバーチャルライブを開催[24]。
- 2022年8月17日に『P丸様。1st Live "Peace Parade!!"BD＆DVD』を発売[25]。
- 2022年9月28日、2ndアルバム『ラブホリック』を発売[26]。
- 2023年12月28日と29日の2日間、計4公演に渡り「P_KATSUは素晴らしい2023」を代々木YAMANOHALLにて開催。
- 2024年2月8日、極楽湯×P丸様。とゆるふわ〜なコラボ開催。
- 2024年2月21日、テレビ東京系列、『ひみつのアイプリ』オープニング主題歌担当を発表。
- 2024年2月22日、『ぽんぽこのやらかし百物語』にて「結婚式にたどり着けないたぬき」の漫画を書き下ろし。
- 2024年2月26日、adoのオールナイトニッポン、ゲスト出演。

## 人物
出身地はタンバリン星という設定で、タンバリンが弾ける。
血液型はB型。座右の銘は「猪突猛進」。得意科目は体育と歴史で球技は得意だがサッカーは苦手である。学生時代は運動部に所属していた。
幼少時から絵を描くことが好きで、多くの人に絵を見て貰うためにイラストをインターネット上に公開するようになった。いつか自分の描いたキャラクターや物語をアニメ化するのが夢だという。

### 好きなもの
好きな色は黄色とピンク色。好きな飲み物はカフェオレ。苦手な食べ物はウニ。バスボムが好き。
好きなアーティストはRADWIMPSで、好きな映画は『グレイテスト・ショーマン』、好きなゲームに『あつまれ どうぶつの森』を挙げている。

### 家族
兄弟がいる。
メスの猫を2匹飼っており、名前はラグドールの「なゃぴ」とベンガルの「うゅ」。

## 作品リスト
- ケツアゴ君 - 初めての作品[33]。
- 斎藤さんで[33]
- なんでなん川島[38]
- ゆるふわ〜[39]
- なっきー[40]
- よにんはプリティア[41]
- お嬢様と執事[42]
- ゆるふわ学園[43]
- 血液型あるある[44]
- ときめき学園[29]

## ディスコグラフィ

### フルアルバム
|                       | リリース              | タイトル              | 規格                           | 規格                  | 規格品番              | 順位                  | 特典                  |
| STPR Records レーベル | STPR Records レーベル | STPR Records レーベル | STPR Records レーベル          | STPR Records レーベル | STPR Records レーベル | STPR Records レーベル | STPR Records レーベル |
| --------------------- | --------------------- | --------------------- | ------------------------------ | --------------------- | --------------------- | --------------------- | --------------------- |
| 1st                   | 2021年3月17日         | Sunny!!               | 初回限定ボイスドラマCD盤       | 2CD                   | STPR-9021             | 12位                  | ボイスドラマCD        |
| 1st                   | 2021年3月17日         | Sunny!!               | 通常盤                         | CD                    | STPR-1011             | 12位                  |                       |
| 2nd                   | 2022年9月28日         | ラブホリック          | 完全生産限定アクリルスタンド盤 | CD+グッズ             | STPR-9029/30          | 10位                  | アクリルスタンド      |
| 2nd                   | 2022年9月28日         | ラブホリック          | 通常盤                         | CD                    | STPR-1015             | 10位                  |                       |

### シングル
|                       | リリース              | タイトル                           | 規格                   | 初出アルバム          |
| STPR Records レーベル | STPR Records レーベル | STPR Records レーベル              | STPR Records レーベル  | STPR Records レーベル |
| --------------------- | --------------------- | ---------------------------------- | ---------------------- | --------------------- |
| 1st                   | 2020年11月28日        | ガチやべぇじゃん (feat.ななもり。) | デジタル・ダウンロード | Sunny!!               |
| 2nd                   | 2021年8月14日         | ときめきブローカー                 | デジタル・ダウンロード | ラブホリック          |
| 3rd                   | 2021年10月23日        | ないばいたりてぃ                   | デジタル・ダウンロード | ラブホリック          |
| 4th                   | 2021年12月10日        | ちきゅう大爆発                     | デジタル・ダウンロード | ラブホリック          |
| 5th                   | 2022年7月1日          | MOTTAI                             | デジタル・ダウンロード | ラブホリック          |
| 6th                   | 2022年7月30日         | 乙女はサイコパス                   | デジタル・ダウンロード | ラブホリック          |
| 7th                   | 2022年8月20日         | シャットダウン!                    | デジタル・ダウンロード | ラブホリック          |
| avex trax レーベル    |                       |                                    |                        |                       |
| 8th                   | 2023年10月25日        | P-KATSU                            | デジタル・ダウンロード | 未収録                |
| 9th                   | 2024年4月7日          | ぜんりょくじょしかくめい！         | デジタル・ダウンロード | 未収録                |
| 10th                  | 2024年10月1日         | 自分後回し                         | デジタル・ダウンロード | 未収録                |
| 11th                  | 2024年10月30日        | ずっ恋                             | デジタル・ダウンロード | 未収録                |
| 12th                  | 2024年11月3日         | いっちょくせんだいさくせん！       | デジタル・ダウンロード | 未収録                |
| 13th                  | 2025年2月5日          | 天天天国地獄国                     | デジタル・ダウンロード | 未収録                |
| 14th                  | 2025年3月8日          | 絶対的ぴえん殲滅作戦               | デジタル・ダウンロード | 未収録                |

ナユタン星人&P丸様。名義
|     | リリース      | タイトル               | 規格                   | 初出アルバム |
| --- | ------------- | ---------------------- | ---------------------- | ------------ |
| 1st | 2021年1月23日 | 学園スペーシー         | デジタル・ダウンロード | Sunny!!      |
| 2nd | 2021年1月23日 | いにしえロマンティック | デジタル・ダウンロード | Sunny!!      |

DYES IWASAKI&P丸様。名義
|     | リリース       | タイトル      | 規格                   | 初出アルバム |
| --- | -------------- | ------------- | ---------------------- | ------------ |
| 1st | 2023年7月29日  | Dead or Like  | デジタル・ダウンロード | 未収録       |
| 2nd | 2024年12月24日 | バトロア♡ラブ | デジタル・ダウンロード | 未収録       |

その他参加作品
| リリース      | タイトル                 | 名義                | 規格                   | 初出アルバム |
| ------------- | ------------------------ | ------------------- | ---------------------- | ------------ |
| 2023年1月6日  | アイデン貞貞メルトダウン | えなこfeat. P丸様。 | デジタル・ダウンロード | 未収録       |
| 2023年2月15日 | アイデン貞貞メルトダウン | えなこfeat. P丸様。 | CD                     | 未収録       |

### EP
|     | リリース      | タイトル                                                 | 規格                   | 初出アルバム |
| --- | ------------- | -------------------------------------------------------- | ---------------------- | ------------ |
| 1st | 2024年10月2日 | 嘆きの亡霊は引退したい OP・EDテーマ ソングコレクション   | デジタル・ダウンロード | 未収録       |
| 2nd | 2025年3月19日 | 「ひみつのアイプリ」オープニングソングテーマコレクション | デジタル・ダウンロード | 未収録       |

### カバーシングル
|     | リリース      | タイトル             | 規格                   |
| --- | ------------- | -------------------- | ---------------------- |
| 1st | 2021年3月17日 | おねがいダーリン     | デジタル・ダウンロード |
| 2nd | 2021年3月17日 | ダンスロボットダンス | デジタル・ダウンロード |
| 3rd | 2022年8月31日 | おちゃめ機能         | デジタル・ダウンロード |
| 4th | 2022年8月31日 | アスノヨゾラ哨戒班   | デジタル・ダウンロード |

### ミュージックビデオ
| 公開年 | タイトル                             | 制作者 |
| ------ | ------------------------------------ | --- |
| 2020年 | 「ガチやべぇじゃん feat.ななもり。」 | えいりな刃物 |
| 2021年 | 「メンタルチェンソー」               | 利波雷、かいりきベア、P丸様。 |
| 2021年 | 「シャーベット」                     | 大鳥 |
| 2021年 | 「シル・ヴ・プレジデント」           | えるいー、nanao |
| 2021年 | 「ならばおさらば」                   | 門脇康平 |
| 2021年 | 「ときめきブローカー」               | えるいー、nanao |
| 2021年 | 「とっても大好きっ！」               | えいりな刃物 |
| 2021年 | 「Magical Word」                     | えるいー、nanao |
| 2021年 | 「ないばいたりてぃ」                 | 真島ゆろ |
| 2021年 | 「ちきゅう大爆発」                   | Satoru Ohno (THINKR)、F A T I M A、Hironobu Nagasawa、pm21、Satoru Ohno、TECH.、ReeeznD、いがきち、こんぶ、すもるめ、のんたん、はちの、Koharu Yamashita |
| 2022年 | 「MOTTAI」                           | 真島ゆろ |
| 2022年 | 「乙女はサイコパス」                 | ウチボリシンペ、森里緒、吉川エリ、ヤマダヨシキ、今中正志、原田優、ぶんけい                                                                              |
| 2022年 | 「シャットダウン！」                 | アルセチカ |
| 2022年 | 「スーパーレア」                     | いよわ |
| 2022年 | 「ときめきちゅるぴかきゅるるらった」 | えるいー、nanao |
| 2022年 | 「あたしのクマ」                     | 水呑朔 |
| 2022年 | 「恋愛偏差値上昇中！」               | 青十紅、利波雷 |
| 2023年 | 「Dead or like」                     | 中山敦支、野良いぬ |
| 2023年 | 「P−KATSU」                          | TEMACA、木屋町 |
| 2024年 | 「ぜんりょくじょしかくめい」         | Aira |
| 2024年 | 「ずっ恋」                           | TeddyLoid、tepe （OTORIRO） |
| 2024年 | 「おきてる大作戦」                   | ゆこぴ |
| 2024年 | 「自分後回し」                       | Honney |
| 2024年 | 「バトロア♡ラブ」                    | 森ノ爺、野良いぬ、ポパイ関根 |
| 2025年 | 「こねこみゅ」                       | もにゃ、葱びーだま |
| 2025年 | 「絶対的⭐︎びえん殲滅作戦」           | めだまやき、しょうけい |

| 公開年 | タイトル                     | 制作者            | 名義                  |
| ------ | ---------------------------- | ----------------- | --------------------- |
| 2020年 | 「学園スペーシー」           | LEVEL5            | P丸様。feat.YSPクラブ |
| 2021年 | 「いにしえロマンティック」   | えるいー、P丸様。 | P丸様。feat.YSPクラブ |
| 2023年 | 「アイデン貞貞メルトダウン」 | Sou Yasui         | えなこ feat. P丸様。  |

### タイアップ
| 年   | 曲名                                       | タイアップ                                                  | 備考                                      |
| ---- | ------------------------------------------ | ----------------------------------------------------------- | ----------------------------------------- |
| 2020 | 学園スペーシー                             | ゲーム『妖怪学園Y 〜ワイワイ学園生活〜』オープニングテーマ  | 「P丸様。 feat.YSPクラブ」名義            |
| 2020 | 侵略魔少女エルゼメキア                     | テレビアニメ『妖怪学園Y 〜Nとの遭遇〜』エンディングテーマ   | 「エルゼメキア CV:P丸様。」名義           |
| 2021 | いにしえロマンティック                     | テレビアニメ『妖怪学園Y 〜Nとの遭遇〜』オープニングテーマ   | 「P丸様。 feat.YSPクラブ」名義            |
| 2022 | MOTTAI                                     | YouTube ショートコマーシャル『#ショートな青春』             |                                           |
| 2023 | アイデン貞貞メルトダウン                   | テレビアニメ『お兄ちゃんはおしまい!』オープニングテーマ     | 「えなこ feat. P丸様。」名義              |
| 2024 | ぜんりょくじょしかくめい！                 | テレビアニメ『ひみつのアイプリ』オープニングテーマ          |                                           |
| 2024 | ずっ恋                                     | 日清焼きそばU.F.O タイアップソング                          |                                           |
| 2024 | すくりぃむ！                               | テレビアニメ『嘆きの亡霊は引退したい』エンディングテーマ    |                                           |
| 2024 | いっちょくせんだいさくせん！               | テレビアニメ『ひみつのアイプリ』オープニングテーマ          |                                           |
| 2025 | 絶対的⭐︎びえん殲滅作戦                     | エスエス製薬株式会社タイアップソング                        | 「テイコウペンギン」（株式会社Plott）出演 |
| 2025 | Ring Ring Ring feat. ひまり（CV.藤寺美徳） | テレビアニメ『ひみつのアイプリ リング編』オープニングテーマ |                                           |

## 出演
テレビアニメ声優
- 妖怪学園Y 〜Nとの遭遇〜（2020年 - 2021年、来星ナユ[13]、天見エルナ[14]/エルゼメキア[15]/ゾディアライア、エルゼ）
- 嘆きの亡霊は引退したい（2024年、マルピー[69]）

ゲーム声優
- 妖怪学園Y 〜ワイワイ学園生活〜（2020年、来星ナユ、天見エルナ/エルゼメキア/エルゼ）
- 妖怪ウォッチ ぷにぷに（2020年 - 2021年、エルゼメキア、ゾディアライア、エルゼ、サマーエルゼメキア）
- 妖怪三国志 国盗りウォーズ（2021年、エルゼメキア、ゾディアライア、エルゼ）

## 著書
- 『ぴーまるぶっく!。』（企画・プロデュース：P丸様。×ななもり。、STPR BOOKS／リットーミュージック、2020年9月30日初版発行（同日発売[17]）、ISBN 978-4-8456-3547-4）
  - 声優の金田朋子と共演した話や対談も載っている[70]。
- 『ぴーまる。Diary!!』（企画・プロデュース：ななもり。、著：P丸様。×ななもり。、STPR BOOKS、2021年9月30日初版発行（同日発売[23]）、ISBN 978-4-8456-3681-5）
- 『P丸様。と中学英単語1000語がマスターできるわけな…できまーーーすっ!!』（企画・プロデュース、出版：KADOKAWA、イラスト：P丸様。×木屋町、英語監修：本多敏幸、2024年7月19日初版発行（同日発売））ISBN978-4-04-606744-9
- 『P丸様。と小学校の総復習ができるわけな…できまーすっ!!』（企画・プロデュース、出版:KADOKAWA、原作、イラスト：P丸様。、監修:廣瀬裕介、2024年12月19日初版発行（同日発売）)ISBN978-4-04-606737-1

## 評価
- 2021年11月、FULMAの調査による「小学生に人気のYouTuber調査」5位[71]。
- 2021年12月、Simeji主催「Simeji presents Z世代トレンドアワード 2021」の「ヒト部門流行大賞」7位[72]。
- 同月、「Yahoo!きっず検索ランキング2021」の「人物ランキング」14位[73]
- 2022年12月、「Yahoo!きっず検索ランキング2022」の「歌い手部門」ランキング3位[74]。